# Углы (Наровлянский район)
Углы (бел. Вуглы) — упразднённая деревня в Кировском сельсовете Наровлянского района Гомельской области Беларуси.
В связи с радиационным загрязнением после катастрофы на Чернобыльской АЭС жители (292 семьи) переселены в 1986 году в чистые места, преимущественно в деревню Верхняя Олба Жлобинского района.
Около деревни месторождение железняка. На западе граничит с лесом.

## География

### Расположение
На территории Полесского радиационно-экологического заповедника.
В 25 км на юг от Наровли, 50 км от железнодорожной станции Ельск (на линии Калинковичи — Овруч), 203 км от Гомеля.

### Гидрография
Через деревню и на восточной окраине проходят мелиоративные каналы, соединённые с Мухоедовским каналом.

## Транспортная сеть
Автодорога связывает деревню с деревней Чапаевка. Планировка состоит из двух разделённых мелиоративным каналам частей: западной (прямолинейная улица, ориентированная с юго-востока на северо-запад, от которой на юг отходит короткая улица, которая соединяет в единственной целой обе части деревни) и восточной (криволинейная, почти параллельная к основной улице первой части деревни, от которой на восток отходят переулки). Застройка преимущественно односторонняя, деревянная, усадебного типа.

## История
По письменным источникам известна с XVIII века как деревня в Речицком повете Минского воеводства Великого княжества Литовского. С 1764 года во владении Аскерко. После 2-го раздела Речи Посполитой (1793 год) в составе Российской империи. Деревня была секвестирована, отдана действительному тайному советнику Я. Сиверсу, а затем во владении Горватов. В 1834 году 2 деревни: Старые Углы и Новые Углы. В 1850 году в Дерновичской волости Речицкого уезда Минской губернии. Согласно переписи 1897 года действовали церковно-приходская школа (с 1890 года), хлебозапасный магазин, смоловарня. Большой ущерб нанесён деревне в результате пожара 15 апреля 1925 года, когда сгорели строения в 65 дворах.
С 20 августа 1924 года до 1987 года центр Угловского сельсовета Наровлянского, с 25 декабря 1962 года Ельского, с 6 января 1965 года Наровлянского района Мозырского (до 28 июля 1930 года и с 21 июня 1935 года до 20 февраля 1938 года) округа, с 20 февраля 1938 года Полесской, с 8 января 1934 года Гомельской областей.
В конце 1920-х годов построено школьное здание. В 1930 году организован колхоз «Красный Октябрь», работали кирпичный завод, паровая мельница, кузница, шерсточесальня. Во время Великой Отечественной войны действовала подпольная группа (руководитель Н. Антоненко). Немецкие оккупанты сожгли в июле 1943 года 224 двора и убили 19 жителей (похоронены в могиле жертв фашизма в центре деревни). В боях около деревни погибли 6 советских солдат и 2 партизана (похоронены в братской могиле). Освобождена 30 ноября 1943 года. На фронте погибли 110 жителей. В 1986 году была центром совхоза «Партизанский». Размещались средняя школа, библиотека, Дом культуры, овощесушильный завод, отделение связи, фельдшерско-акушерский пункт, 2 магазина, Угловское лесничество.
В состав Угловского сельсовета входили до 1932 года посёлки Буглаки, Мелехи, Нидеичи, до 1938 года хутора Буда, Барашовцы, Валёры, Вовчковцы, Зиневецкий, Знайды, Калиновник, Львинские, Руденцово, Севруковский, Черепанский, до 1939 года хутор Свирки (в настоящее время не существуют).

## Население

### Численность
- 1986 год — жители (292 семьи) переселены.

### Динамика
- 1834 год — Старые Углы 14 дворов; Новые Углы 25 дворов.
- 1850 год — 48 дворов.
- 1897 год — 75 дворов, 430 жителей (согласно переписи).
- 1908 год — 91 двор, 570 жителей.
- 1940 год — 225 дворов, 1125 жителей.
- 1959 год — 941 житель (согласно переписи).
- 1986 год — 292 двора, 806 жителей.
- 1986 год — жители (292 семьи) переселены.